# Tu Veneno
Tu Veneno – druga płyta urugwajskiej aktorki i piosenkarki Natalii Oreiro z 2000 roku. Album został nominowany jako najlepszy album żeński do Latin Grammy Awards w 2001 roku. Polska premiera miała miejsce 4 czerwca 2001 roku.

## Lista utworów
| #   | Tytuł                                   | Autorzy                                                  | Czas |
| --- | --------------------------------------- | -------------------------------------------------------- | ---- |
| 1.  | „Tu Veneno“                             | Fernando López Rossi                                     | 3:00 |
| 2.  | „Río De La Plata“                       | Facundo Monti                                            | 4:32 |
| 3.  | „Cómo Te Olvido“                        | Claudia Brant                                            | 3:44 |
| 4.  | „Luna Brava“                            | Javier Pérez Álvarez                                     | 4:13 |
| 5.  | „Aburrida“                              | López Rossi                                              | 3:40 |
| 6.  | „Estamos Todos Solos (We're All Alone)“ | Boz Scaggs, Rolly Hernández, Natalia Oreiro, López Rossi | 3:39 |
| 7.  | „Gitano Corazón“                        | Brant, Marcelo Berestovoy                                | 3:05 |
| 8.  | „Febrero“                               | Afo Verde, Pablo Durand                                  | 4:37 |
| 9.  | „Dónde Irá“                             | Verde, Durand                                            | 4:59 |
| 10. | „Basta De Tí“                           | Oreiro, López Rossi                                      | 3:30 |
| 11. | „Mata Y Envenena“                       | López Rossi                                              | 4:48 |
| 12. | „Si Me Vas A Dar Tu Amor“               | López Rossi                                              | 4:41 |
| 13. | „Que Pena Me Das“                       | Andrés Calamaro                                          | 3:30 |
| 14. | „Un Ramito De Violetas“                 | Evangelina Sobredo                                       | 4:31 |
| 15. | „Caliente“                              | Coti Sorokin, Pablo Duchovny                             | 3:30 |

## Oficjalne wersje i remiksy
- „Tu Veneno“ (Versión Karaoke) (3:00)
- „Tu Veneno“ (Remix) (2:33)
- „Basta De Tí“ (Radio Dance Remix) (3:20)
- „Basta De Tí“ (Extended Dance Remix) (4:17)

## Listy sprzedaży
| Lista  | Kraj      | Pozycja | Status          |
| ------ | --------- | ------- | --------------- |
| CAPIF  | Argentyna | —       | złota płyta     |
| OLiS   | Polska    | 13      | —               |
| Mahasz | Węgry     | 4       | platynowa płyta |